# Acampamento de Souf
O acampamento de Souf (em árabe: مخيم سوف ,  سوف‎) é um acampamento de refugiados palestinianos situado perto das cidades de Souf e Jerash, na Jordânia. Segundo a Agência das Nações Unidas para os Refugiados da Palestiniana no Oriente Próximo (UNRWA em suas siglas inglesas), o acampamento tinha 22.420 habitantes em 2017, dos quais 19.000 eram refugiados palestinianos registados.

## Geografia
O acampamento expande-se por meio quilómetro quadrado de terras próximas às famosas ruínas romanas de Jerash, até perto da cidade homónima de Souf, da qual toma o nome. A capital jordana, Amã, está a uns 50 quilómetros de distância.

## História
O acampamento de Souf é um dos seis acampamentos de emergência criados para alojar aos refugiados palestinianos que fugiram ou foram expulsos de seus lares na Cisjordânia pelo exército israelita durante a Guerra dos Seis Dias de 1967. A maioria deles eram, por sua vez, refugiados da guerra de 1948, quando foram obrigados a abandonar seus lares em Beit Jibrin e Ajjur, bem como palestinianos da cidade de Tubas.
Em outubro de 1967, devido às más condições climatológicas e às chuvas torrenciais, os refugiados abandonaram o acampamento e estabeleceram-se em tendas de campanha ao longo da parte jordana do Vale do Jordão. No entanto, os numerosos confrontos fronteiriços entre tropas israelitas e jordanas levaram a que estes refugiados voltassem a assentar-se um ano depois no acampamento de Souf, e pouco tempo depois a UNRWA construiu-lhes 1.650 refúgios prefabricados.
Em julho de 2018, os habitantes dos acampamentos de Souf e Jerash enviaram dois camiões carregados de ajuda humanitária para os refugiados sírios que se tinham acumulando na fronteira sírio-jordana. Mais especificamente, os refugiados do acampamento de Souf enviaram comida enlatada, garrafas de água e mantas, segundo detalhou o responsável pelo acampamento, Abdul Muhsin Banat.

## Economia
A média de pessoas por lar no acampamento de Souf é de 5,3, o que o converte no segundo maior acampamento da Jordânia em termos de tamanho familiar. No entanto, é o oitavo em termos de pobreza, com o 23,1% da população do acampamento abaixo da linha da pobreza jordana. É o segundo acampamento de refugiados palestinianos da Jordânia em termos de desemprego (um 17%) e desemprego feminino (um 24%). Aproximadamente 27% dos refugiados do acampamento não têm nenhum tipo de seguro médico. Mais de 95% dos refugiados palestinianos do acampamento de Souf têm adquirido a nacionalidade jordana, o que deixa o acampamento no primeiro lugar da lista em termos de palestinianos com nacionalidade jordana.

## Educação e cultura
Por volta de 24% dos homens entre 25 e 34 anos e por volta de 34% das mulheres na mesma faixa de idade tinham completado estudos superiores na educação secundária à data de 2013. A taxa de analfabetismo situa-se em 8% da população, enquanto outros 5% podem considerar-se semi-analfabetos e os restante 87% pode ler e escrever sem dificuldade. Dois em cada três meninos entre 4 e 5 anos vão à creche, o que põe o acampamento de Souf em 1º lugar da lista de acampamentos de refugiados palestinianos na Jordânia por assistência de alunos a creches. De uma maneira similar, também é o acampamento da Jordânia com uma maior taxa de assistência a educação primária, com mais de 95%.

## Infra-estrutura local
Há 135 lojas, três padarias e uma farmácia no acampamento.  Cerca de 98% de seus habitantes têm acesso a água corrente. O governo jordano gere um escritório postal, uma delegacia e um clube juvenil no acampamento. Há seis escolas; as quatro de educação primária dependem da UNRWA e trabalham a duplo turno, enquanto as duas que proporcionam educação secundária são administradas pelo governo jordano. Também há um centro de saúde administrado pela UNRWA, e o acampamento tem a menor incidência de problemas de saúde crónicos severos dentre dos 10 acampamentos da Jordânia, com tão só 3% da população, enquanto outros 9% têm problemas de saúde crónicos de consideração menor.